# Proto y Jacinto
Proto y Jacinto son una pareja de mártires cristianos del siglo III.

## Hagiografía
El culto a los santos se remonta al menos al siglo IV y está documentado por el Depositio martyrum, que recuerda su dies natalis el 11 de septiembre y su entierro en el cementerio de Basilla a lo largo de la antigua Via Salaria, y por una inscripción del Papa Dámaso, que recuerda la disposición de su tumba por el pontífice.
Según una pasión tardía y legendaria, eran dos hermanos, esclavos eunucos de Eugenia de Roma, y convertirían a su ama al cristianismo; fueron asesinados bajo el imperio de Valeriano.
Sus reliquias ya fueron veneradas en el altar de los Santos Cosme y Damian en la basílica de San Giovanni Battista dei Fiorentini en Roma, pero en 1845 el arqueólogo jesuita Giuseppe Marchi encontró la tumba inviolada de San Jacinto en la catacumba de Sant'Ermete (identificado  gracias a la placa con la inscripción d[e]p[ositum] III idus septe[m]br[es] | Yacinthus | martyr). Los huesos se trasladaron a la capilla de la nueva sede del Collegio di Propaganda Fide.

## Veneración
La Iglesia Católica celebró su memoria litúrgica el 11 de septiembre. El elogio de los santos Proto y Jacinto se puede leer en el Martirologio Romano el 11 de septiembre.

En Roma, en el cementerio de Basila, de la vía Salaria Antigua, sepultura de los santos mártires Proto y Jacinto, a quienes el papa san Dámaso, después de recuperar sus túmulos ocultos bajo tierra, dedicó unos versos, y allí mismo, quince siglos más tarde, se encontró el sepulcro intacto de san Jacinto y su cuerpo abrasado (s. III).
Martirologio romano